# 1589
1589 је била проста година.

## Догађаји

### Непознати датуми
- Патријарх српски Јеротеј је изабран архиепископа пећког и патријарха српског (1589-1591).

## Смрти

### Август
- 2. август — Анри III Валоа, француски краљ